# NGC 2032
NGC 2032 је емисиона маглина у сазвежђу Златна риба која се налази на NGC листи објеката дубоког неба.
Деклинација објекта је - 67° 34' 36" а ректасцензија 5h 35m 20,0s. Привидна величина (магнитуда) објекта NGC 2032 износи 10,8. NGC 2032 је још познат и под ознакама ESO 56-EN160.